# Revolution Radio (album)
Revolution Radio je dvanajsti studijski album ameriške punk rock skupine Green Day. Izdan je bil 7. oktobra 2016 pri založbi Reprise Records. Glavni singl tega albuma je »Bang Bang«. Pesem Bang Bang je luč sveta uzrla 11. avgusta 2016 in takoj po izidu zasedla prvo mesto na ameriški glasbeni lestvici Billboard mainstream rock songs. Pred izidom albuma je skupina izdala tudi »Revolution Radio« (9. september 2016) in »Still Breathing« (23.september 2016). 
To je prvi album po 21st Century Breakdown (2009), ki je bil posnet v trio zasedbi skupine (Billie Joe Armstrong, Mike Dirnt, Tré Cool) brez Jasona Whitea, ki je vrnil na njihovo turnejo v letu 2016.

## Ozadje nastanka
Skupina je začela s pisanjem za album po končani turneji 99 Revolutions Tour, ki je sledila izidu trilogije ¡Uno!, ¡Dos!, ¡Tré!
Glavni vokal skupine, Billie Joe Armstrong, je povedal, da trilogija ni imela prav nobene smeri in so želeli veliko glasbe ustvarjati »kar tako«, medtem ko je Revolution Radi neke vrste prenovitev in ima sporočilo. Glavni singl »Bang Bang« je opisal kot pesem, ki poudarja množična streljanja, ki se zadnje čase dogajajo ne le v Ameriki, ampak po vsem svetu ter narcistične novinarje. Cel album naj bi po njegovih besedah bil odsev sedajšnje nasilne ameriške družbe.